# Ezio Cartotto
Ezio Cartotto (Milano, 5 luglio 1943 – Milano, 26 marzo 2021) è stato un politico, scrittore e giornalista italiano.

## Biografia
Si diplomò al Liceo Parini e studiò Scienze politiche alla Cattolica di Milano.
Per anni democristiano, fu un esponente di punta della corrente La Base, orientata a sinistra. Si occupò, su incarico di Giovanni Marcora, suo ispiratore politico, della formazione dei giovani del partito e per diversi anni diresse il settimanale della DC milanese Il popolo lombardo. In seguito divenne dipendente di Publitalia e nel corso della sua carriera svolse incarichi per la Fininvest e l'Eni. Fu consulente politico di Silvio Berlusconi, collaborò con lui e Marcello Dell'Utri alla fondazione di Forza Italia (come rivelato per la prima volta sul Corriere della Sera da Francesco Battistini e successivamente in altre sedi).
Nel 1992  Cartotto venne incaricato da Marcello Dell'Utri di lavorare all'"Operazione Botticelli", un piano di lavoro teso alla nascita di un nuovo partito politico legato alla Fininvest: Forza Italia. Sull'origine dei finanziamenti di tale operazione, fu sentito come testimone nel 1996.
Morì il 26 marzo 2021 all'Ospedale Sacco di Milano a causa di complicazioni da COVID-19.

## Rappresentazioni nei media
- Cartotto dichiarò in alcune interviste di riconoscersi, sebbene in modo molto parziale, nel personaggio di Leonardo Notte, interpretato da Stefano Accorsi nella serie tv 1992 e nei relativi séguiti 1993 e 1994.[6]

## Pubblicazioni
- La coscienza dice no, Gribaudi (1968)
- Operazione Botticelli. Berlusconi e la terza marcia su Roma, Sapere 2000 Edizioni Multimediali (2008)
- Gli uomini che fecero la Repubblica, Sperling & Kupfer (2012)
- Brianza & D.C., una storia di popolo, Bellavite Editore (2019)
- Gli occhiali di Machiavelli, con la prefazione di Pierluigi Castagnetti, Amazon (2020)
- La chiameremo Operazione Botticelli. Silvio Berlusconi e l'origine di Forza Italia, Amazon (2024). Riedizione arrichita e annotata di "Operazione Botticelli. Berlusconi e la terza marcia su Roma" (a cura di Elena Cartotto e Gabriele Maestri)